# 阿爾貝托·拉澤蒂
阿爾貝托·拉澤蒂（義大利語：Alberto Razzetti，1999年6月2日—）是義大利的一位游泳運動員。他曾代表義大利參加了2019年夏季世界大學生運動會以及2020年夏季奧林匹克運動會游泳比賽。